# Margrets Musi
Margrets Musi ist eine österreichische Volksmusikgruppe, die sich der alpenländischen Volksmusik verschrieben hat.

## Geschichte
Sie wurde im Schuljahr 2006/07 von zwei Schulkolleginnen und drei Schulkollegen des Musikgymnasiums Dreihackengasse Graz als Schulensemble gegründet. Die charakteristische Haupt-Besetzung umfasst eine Querflöte, eine Violine, eine Steirische Harmonika, eine Gitarre sowie einen Kontrabass.
Weitere Besetzungen bilden eine Geigenmusi (2 Violinen statt Violine und Flöte) sowie eine Saitenmusi (Zither, Hackbrett und 2 Gitarren).
Nach ersten Auftritten bei Schulveranstaltungen folgten schulexterne Auftritte sowie zahlreiche Rundfunk-Aufzeichnungen im ORF-Regional-Hörfunk auf Radio Steiermark (Steirische Sänger- und Musikantentreffen, Klingende Steiermark, Musikantenstund), Radio Salzburg (Guat aufg'legt, Musikanten spielt's auf), Radio Tirol (Tiroler Weis, Kraut und Ruabm), Radio Niederösterreich (Musikanten spielt's auf), Radio Kärnten (Kärnten singt und spielt, Heimatklang) und überregional Live-Frühschoppen (ORF).
Beim Alpenländischen Volksmusikwettbewerb in Innsbruck 2008 errang die Gruppe in der Wertung das höchste Prädikat „Ausgezeichnet“.
Es folgten weitere Hörfunk- und Podcast-Auftritte im In- und Ausland, beispielsweise bei Servus Musilosn von ServusTV, oder Achtung Volksmusik auf Rai Südtirol.
Weitere Höhepunkte bildeten TV-Auftritte bei Licht ins Dunkel sowie in bundesweiten TV-Sendungen wie Klingendes Österreich mit Sepp Forcher oder Mei liabste Weis (Live-Auftritt) mit Franz Posch (beide ORF), sowie Auftritte im Bayerischen Rundfunk (BR) (Zsammg'spuit mit Susanne Wiesner) und auf ServusTV (Heimatleuchten mit Conny Bürgler).
Live-Auftritte wurden u. a. auf dem Woodstock der Blasmusik, dem Aufsteirern-Festival in Graz, dem Güssinger Kultursommer, bei gemeinsamen Auftritten mit Frank Hoffmann sowie beim Ball der Steirer in Wien in der Hofburg absolviert.
Das Repertoire von Margrets Musi umfasst zum größten Teil alpenländische Volksmusik bzw. Eigen- und Fremdkompositionen in diesem Stil, Neue Volksmusik aber auch Schlager, Pop, Jazz und Salonmusik.

## Trivia
Von 2015 bis 2020 waren die fünf Mitglieder im Vorspann jeder Episode der TV-Sendung Klingendes Österreich als Schattenspiele
zu sehen.
Der Regionalsender ORF Radio Steiermark verwendet seit 14. März 2018 das Stück „Wilderer Polka“ vom ersten Studioalbum als Signation der wöchentlichen Volksmusik-Hörfunksendung Klingende Steiermark.

## Diskografie

### Studioalben
- 2016: Bring das Tanzschwein[37]
- 2020: Weihnochtszeit[38]

### Kompilationen
- 2007: Steirische Sänger- und Musikantentreffen (SUMT) Vol. 17[39]
- 2011: Steirische Sänger- und Musikantentreffen (SUMT) Vol. 21[40]
- 2014: Steirische Sänger- und Musikantentreffen (SUMT) Vol. 24[41]
- 2018: Mei liabste Weis: 30 Jahre – 50 Raritäten und Kostbarkeiten[42]
- 2021: Steirische Sänger- und Musikantentreffen (SUMT) Vol. 31[43]
- 2025: 35 Jahre Steirische Sänger- & Musikantentreffen – Eine musikalische Reise durch die Zeit[44]